# 昭和三色

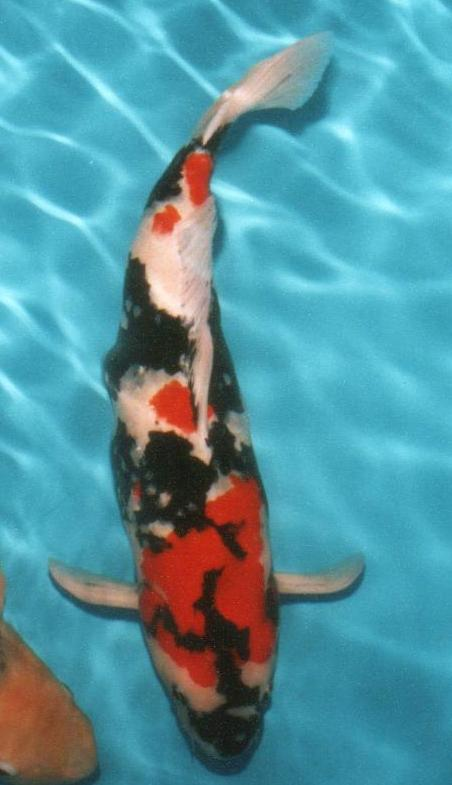
昭和三色

昭和三色（しょうわさんしょく）は、ニシキゴイの品種の一つで、黒色の体に緋色と白色の模様を持つ。
紅白や大正三色と共に、「御三家」と称される。「昭和」とも呼ばれる。

## 特徴
大正三色も同様に白色と緋と墨の体色を持つが、昭和三色は墨地に白と緋が乗ったものである。
昭和三色の墨は、連続して走ったような形状と腹部より背中にかけて巻き上がったところが特徴である。墨の量が少なく白地を多く見せるものを「近代昭和」ともいう。